# Курносов Ігор Дмитрович
Ігор Дмитрович Курносов (30 травня 1985, Челябінськ — 8 серпня 2013, там само) — російський шахіст, гросмейстер (2003).

## Біографія
У березні 2009 року опинився у центрі скандалу, коли, вигравши у азербайджанського супергросмейстера Мамед'ярова, був звинувачений останнім у підказках комп'ютера.
Загинув у ДТП у ніч з 7 на 8 серпня 2013 р.

## Зміни рейтингу
| На цьому місці має відображатися графік чи діаграма, однак з технічних причин його відображення наразі вимкнено. Будь ласка, не видаляйте код, який викликає це повідомлення. Розробники вже працюють для того, щоби відновити штатне функціонування цього графіка або діаграми. | |
| | На цьому місці має відображатися графік чи діаграма, однак з технічних причин його відображення наразі вимкнено. Будь ласка, не видаляйте код, який викликає це повідомлення. Розробники вже працюють для того, щоби відновити штатне функціонування цього графіка або діаграми. |